# Liste der Baudenkmale in Stinstedt
In der Liste der Baudenkmale in Stinstedt sind alle Baudenkmale der niedersächsischen Gemeinde Stinstedt im Landkreis Cuxhaven aufgelistet. Die Quelle der Baudenkmale ist der Denkmalatlas Niedersachsen. Der Stand der Liste ist der 30. Dezember 2023.

## Allgemein
In den Spalten befinden sich folgende Informationen:
- Lage: die Adresse des Baudenkmales und die geographischen Koordinaten. Kartenansicht, um Koordinaten zu setzen. In der Kartenansicht sind Baudenkmale ohne Koordinaten mit einem roten Marker dargestellt und können in der Karte gesetzt werden. Baudenkmale ohne Bild sind mit einem blauen Marker gekennzeichnet, Baudenkmale mit Bild mit einem grünen Marker.
- Bezeichnung: Bezeichnung des Baudenkmales
- Beschreibung: die Beschreibung des Baudenkmales. Unter § 3 Abs. 2 NDSchG werden Einzeldenkmale und unter § 3 Abs. 3 NDSchG Gruppen baulicher Anlagen und deren Bestandteile ausgewiesen.
- ID: die Objekt-ID des Baudenkmales
- Bild: ein Bild des Baudenkmales, ggf. zusätzlich mit einem Link zu weiteren Fotos des Baudenkmals im Medienarchiv Wikimedia Commons. Wenn man auf das Kamerasymbol klickt, können Fotos zu Baudenkmalen aus dieser Liste hochgeladen werden:

## Stinstedt
| Lage                                                | Bezeichnung               | Beschreibung                                                                                     | ID       | Bild |
| --------------------------------------------------- | ------------------------- | ------------------------------------------------------------------------------------------------ | -------- | ---- |
| Bachenbrucher Straße 16 53° 39′ 16″ N, 8° 56′ 20″ O | Wohn-/ Wirtschaftsgebäude | Zweiständer-Hallenhaus in Fachwerk von 1813 (i), Wände des Wohnteils 1868 in Backstein erneuert. | 31352811 | BW   |
| Bachenbrucher Straße 16 53° 39′ 17″ N, 8° 56′ 21″ O | Querdurchfahrtsscheune    | Vebretterter Gefügebau unter Satteldach. Errichtet erstes Drittel 19. Jh.                        | 31352835 | BW   |
| Hörensdamm 2 53° 39′ 40″ N, 8° 57′ 12″ O            | Wohn-/ Wirtschaftsgebäude | Zweiständerbau in Fachwerk von um 1870                                                           | 31352876 | BW   |